# 8 de diciembre
El 8 de diciembre es el 342.º (tricentésimo cuadragésimo segundo) día del año en el calendario gregoriano y el 343.º en los años bisiestos. Quedan 23 días para finalizar el año.

## Acontecimientos
- 1491: entran en Granada (España) siete caballeros cristianos ―entre ellos Hernán Pérez del Pulgar― para conferenciar secretamente con Boabdil acerca de las condiciones de entrega de la ciudad.
- 1541: cerca de la actual Guadalajara (México) Francisco de Bobadilla funda la villa de Zapopan.
- 1548: en el actual Ecuador, Alonso de Mercadillo funda la ciudad de Loja
- 1585: en los Países Bajos españoles se produce el Milagro de Empel, por el cual la Inmaculada Concepción es proclamada patrona de los Tercios españoles.
- 1596: en la Ciudad de México, la Inquisición española ejecuta en la hoguera al poeta judío español Luis de Carvajal (el Mozo).
- 1659: en la aldea mexicana de Paso del Norte (hoy Ciudad Juárez), el fraile franciscano García de San Francisco funda la Misión de Nuestra Señora de Guadalupe de Mansos del Paso del Río del Norte.
- 1703: entre el 5 y el 9 de diciembre («24 a 28 de noviembre» según el calendario juliano vigente en esas fechas en Europa) en las islas británicas se produce la Gran Tormenta de 1703 ―la más violenta registrada en la Historia de la región―. Comenzó el 5 de diciembre, abarcando un área de 500 km de anchura, desde Gales, el centro y el sur de Inglaterra, el mar del Norte, los Países Bajos y el norte de Alemania. Se informaron tornados. El periodista y escritor británico Daniel Defoe (autor de Robinson Crusoe) escribió que fue «la más terrible tormenta que haya visto el mundo». Se hundieron muchos barcos de las flotas de guerra neerlandesas y británicas, con centenares de ahogados. En muchos lugares se produjeron marejadas ciclónicas. Las inundaciones generadas ahogaron a un número indeterminado de personas (entre 8000 y 15 000).
- 1709: en Bolivia, los jesuitas, a la cabeza del padre Lucas Caballero, fundan la reducción de Concepción, en la actual provincia Ñuflo de Chávez del departamento de Santa Cruz.
- 1744: en Chile, el gobernador José Antonio Manso de Velasco funda la ciudad de Copiapó.
- 1770: en Bolivia, los jesuitas fundan la reducción de Inmaculada Concepción de Portachuelo, ubicada en el departamento de Santa Cruz.
- 1811: en Wrightwood (California), a las 9:45 un terremoto de magnitud 7,0 en la escala sismológica de Richter destruye la iglesia de la misión San Juan Capistrano y deja un saldo de 40 muertos.
- 1829: en Argentina comienza el primer gobierno de Juan Manuel de Rosas.
- 1839: en Badajoz, el alcalde José María López y Rastrollo inaugura el Cementerio de San Juan de Badajoz.
- 1851: en Italia, dos tornados recorren la costa occidental de Sicilia. Mueren más de 500 personas.
- 1851: en la actual provincia de Linares (Chile) tiene lugar la batalla de Loncomilla, en el marco de la Revolución de 1851.
- 1854: en Roma, el papa Pío IX proclama el dogma de la Inmaculada Concepción, que sostiene que María, madre de Jesús de Nazaret, nació libre de pecado original.
- 1863: en la Freemasons' Tavern (en Londres) el futbolista británico Ebenezer Cobb Morley (1831-1924), primer secretario de la Asociación del Fútbol, escribe el primer reglamento de fútbol oficial de la Historia.[1]
- 1863: en Santiago de Chile, se incendia la iglesia de la Compañía de Jesús. Tragedia considerada como uno de los incendios de inmueble único más grandes de la historia con respecto al número de fallecidos. Estimaciones de la época hablan de entre 2000 y 3000 feligreses fallecidos en el siniestro. [2][3][4][5]
- 1864: en Roma, el Papa Beato Pío IX publica la carta encíclica Quanta cura, que lleva anexo el Syllabus Errorum o compendio de errores condenados por la Iglesia.
- 1868: en Colombia, el obispo Valerio Antonio Jiménez inaugura solemnemente la actual arquidiócesis de Medellín.
- 1881: en Roma se funda la Sociedad del Divino Salvador.
- 1914: en Islas Malvinas, Gran Bretaña vence al Imperio alemán en la batalla de las Malvinas.
- 1931: en Perú, el militar nacionalista Luis Miguel Sánchez-Cerro asume la presidencia.
- 1933: se estrena la película El camino de Sagebrush, protagonizada por John Wayne.
- 1939: en Perú, Manuel Prado Ugarteche asume la presidencia.
- 1940: en Santiago, La U gana por primera vez el torneo de Primera División de Chile.
- 1941: el Congreso de los Estados Unidos aprueba una declaración de guerra contra Japón, que implica oficialmente a Estados Unidos en la Segunda Guerra Mundial. Alemania declara a su vez la guerra a los Estados Unidos.
- 1941: comienza la campaña japonesa de Filipinas.
- 1949: la China nacionalista traslada su capital a Taipéi (Taiwán).
- 1954: en México se establece por decreto gubernamental la fundación de la Universidad de Chihuahua que actualmente es la Universidad Autónoma de Chihuahua.
- 1965: en la Ciudad del Vaticano se clausura del concilio Vaticano II bajo el papado de Pablo VI.

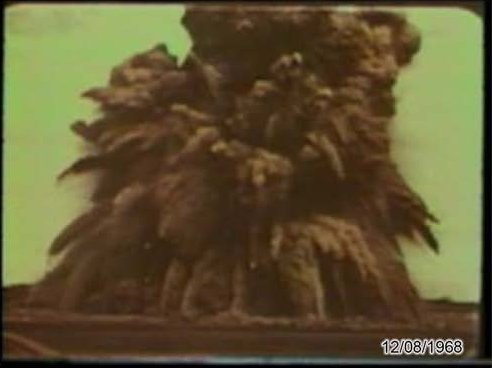
La bomba atómica estadounidense Schooner, de 1968.

- 1968: en un pozo a 111 metros bajo tierra, en el área U20u del Sitio de pruebas atómicas de Nevada (a unos 100 km al noroeste de la ciudad de Las Vegas), a las 8:00 (hora local) Estados Unidos detona su bomba atómica Schooner, de 30 kt. Es la bomba n.º 595 de las 1131 que Estados Unidos detonó entre 1945 y 1992.
- 1971: en Lima (Perú), el abogado Luis Fernando Fígari (24) funda la congregación Sodalicio de Vida Cristiana para atraer jóvenes a la grey católica.
- 1974: en Grecia se realiza un referéndum institucional.
- 1976: en un pozo a 427 metros bajo tierra, en el área U7ab del Sitio de pruebas atómicas de Nevada (a unos 100 km al noroeste de la ciudad de Las Vegas), a las 6:49 (hora local) Estados Unidos detona su bomba atómica n.º 877: Redmud, de 20 kt.
- 1978: en Chile se realiza la primera versión de la Teletón chilena.
- 1980: en Nueva York, Mark Chapman asesina a John Lennon, exintegrante de la banda británica de rock The Beatles.
- 1980: en la Ciudad de México, se inauguran las actuales instalaciones de la Escuela Nacional Preparatoria 3 "Justo Sierra" de la UNAM.
- 1980: Queen lanza su noveno álbum de estudio Flash Gordon para la banda sonora de la Película Flash Gordon
- 1982: en la aldea Las Dos Erres, en el departamento guatemalteco de La Libertad (Petén), el Gobierno del general Efraín Ríos Montt lleva a cabo el tercer y último día de la Masacre de Las Dos Erres, en que torturarán y asesinarán a toda la población de la aldea (más de 400 personas).
- 1987: en la ciudad de Lima (Perú), a las 20:14 cae un avión teniendo entre sus pasajeros al equipo de fútbol profesional Club Alianza Lima.
- 1987: en Gaza (Palestina) un camión israelí atropella a un grupo de trabajadores palestinos, asesinando a cuatro de ellos. Esto hará estallar la primera Intifada o levantamiento popular palestino).
- 1991: los presidentes de Rusia, Ucrania y Bielorrusia firmaron el Tratado de Belavezha que declaró la Unión Soviética disuelta y se estableció la Comunidad de Estados Independientes (CEI) en su lugar.
- 1993: el presidente de los Estados Unidos Bill Clinton aprueba el decreto NAFTA (North American Free Trade Agreement) o Tratado de Libre Comercio de América del Norte).
- 1995: en París, Francia, Jean-Dominique Bauby (1952-1997), editor de la revista Elle, experimenta un ataque cerebrovascular que lo dejará paralizado el resto de su vida; y lo llevará a escribir su autobiografía.
- 1999: El Club Talleres de Argentina se consagró campeón de la Copa Conmebol 1999, siendo este el 1.er título internacional, tanto para el club como para el fútbol cordobés.
- 2004: en Cuzco (Perú) se constituye la Unión de Naciones Suramericanas mediante la Declaración de Cuzco.
- 2004: en el local Alrosa Villa, en Columbus (Ohio), Dimebag Darrell ―guitarrista de Pantera y Damageplan― es asesinado al comienzo de un recital de Damageplan por un fanático.
- 2010: en Chile, se provoca un incendio en el centro de reclusión San Miguel, donde fallecen 81 reos calcinados y asfixiados.
- 2010: en Avellaneda (Gran Buenos Aires), el Club Atlético Independiente obtiene la Copa Sudamericana al vencer por tiros desde el punto de penal al Goiás Esporte Clube (de Brasil).
- 2011: en Blacksburg (Estados Unidos), un hombre inicia un tiroteo y mata a dos policías.
- 2012: en Caracas (Venezuela), el presidente Hugo Chávez realiza su última aparición en público y designa a Nicolás Maduro como su sucesor. (fallecerá el 5 de marzo de 2013).
- 2013: en Venezuela se realizan las elecciones municipales que definirán los alcaldes y concejales de las diferentes alcaldías en el país.
- 2015: Jubileo de la Misericordia abre sus puertas.
- 2019: en Atlanta, Estados Unidos se llevó a cabo la 68° edición del certamen Miss Universo donde resultó ganadora Zozibini Tunzi de Sudáfrica.
- 2019: Inicio de la epidemia de neumonía por coronavirus en China.
- 2020: en Reino Unido se vacunó por COVID-19 a la primera mujer en el mundo, una señora de 90 años, se usó la vacuna de Pfizer.
- 2020: en España, se juega el último partido de fútbol con carácter oficial entre Cristiano Ronaldo y Lionel Messi por la por la Champions League, concluyendo el encuentro con un resultado favorable para la Juventus, el equipo del jugador portugués en ese año.
- 2021: en México, es inaugurado el día internacional del Sandwichon en Apodaca, Nuevo León.
- 2021: en México, es nombrado Jorge Carlos Patrón Wong, arzobispo de Xalapa.
- 2024: en Damasco (Siria), fuerzas opositoras al gobierno logran tomar el control de la ciudad tras la huida del presidente Bashar al-Ásad, marcando la caída de la dinastía Ásad tras 53 años en el poder.[6]

## Nacimientos
- 65 a. C.: Horacio, poeta romano (f. 8 a. C.).
- 1443: Rodrigo Ponce de León, militar español (f. 1492).
- 1542: María Estuardo, reina escocesa entre 1542 y 1567 (f. 1587).
- 1626: Cristina de Suecia, reina sueca (f. 1689).
- 1699: María Josefa de Austria, aristócrata austriaca (f. 1757).
- 1708: Francisco I, emperador germánico (f. 1765).
- 1723: Paul Henri Thiry d'Holbach, filósofo francés de origen alemán (f. 1789).
- 1765: Eli Whitney, inventor estadounidense (f. 1825).
- 1784: Luis Beltrán, fraile y militar argentino (f. 1827).
- 1808: Mariano Pérez Cuenca, eclesiástico y escritor español (f. 1883).
- 1815: Adolph von Menzel, pintor alemán (f. 1905).
- 1832: Bjørnstjerne Bjørnson, político y escritor noruego, premio nobel de literatura en 1903 (f. 1910).
- 1839: Ramón García Chavárri, político mexicano (f. 1909).
- 1842: Charles Grad, político, viajero y escritor francés (f. 1890).
- 1861: William Crapo Durant, empresario estadounidense (f. 1947).
- 1861: Aristide Maillol, escultor francés (f. 1944).
- 1861: Georges Méliès, cineasta francés (f. 1938).
- 1864: Camille Claudel, escultora francesa (f. 1943).
- 1865: Jacques Hadamard, matemático francés (f. 1963).
- 1865: Jean Sibelius, compositor finlandés (f. 1957).
- 1879: Fernando de los Ríos, político e ideólogo socialista español (f. 1949).
- 1881: Padraic Colum, poeta y dramaturgo irlando-estadounidense (f. 1972).
- 1881: Albert Gleizes, pintor cubista francés (f. 1953).
- 1882: Manuel M. Ponce, músico y compositor mexicano (f. 1948).
- 1886: Diego Rivera, muralista mexicano (f. 1957).[7]
- 1890: Bohuslav Martinů, compositor checo (f. 1959).
- 1894: Elzie Crisler Segar, historietista estadounidense (f. 1938).
- 1896: Juan Francisco Azcárate, ingeniero mexicano (f. 1987).
- 1899: Anselmo Alliegro y Milá, político y presidente cubano en 1959 (f. 1961).
- 1902: Wilfredo Lam, pintor surrealista cubano (f. 1982).
- 1908: Manuel Urrutia Lleó, político cubano, presidente en 1959 (f. 1981).
- 1911: Lee J. Cobb, actor estadounidense (f. 1976).
- 1912: Guillermina Medrano Aranda, maestra y política española (f. 2005)
- 1916: Richard Fleischer, cineasta estadounidense (f. 2006).
- 1919: Miguel Ramón Izquierdo, político español (f. 2007).
- 1919: Julia Robinson, matemática estadounidense (f. 1975).
- 1919: Mieczysław Weinberg. compositor soviético (f. 1996)
- 1922: Lucian Freud, pintor británico (f. 2011).
- 1923: Olga Gallego Domínguez, historiadora, académica y escritora gallega (f. 2010).
- 1924: Girma Wolde-Giorgis, político etíope, presidente de Etiopía entre 2001 y 2013 (f. 2018).
- 1925: Sammy Davis, Jr., actor y cantante estadounidense (f. 1990).
- 1925: Carmen Martín Gaite, escritora española (f. 2000).
- 1926: José María Laso, filósofo y militante comunista español (f. 2009).
- 1927: Niklas Luhmann, sociólogo alemán (f. 1998).
- 1927: Vladímir Shatálov, cosmonauta soviético (f. 2021).
- 1928: Jimmy Smith, organista de jazz estadounidense (f. 2005).
- 1930: José María Carrascal, periodista español (f. 2023).
- 1930: Maximilian Schell, cineasta y actor austriaco (f. 2014).
- 1932: Héctor Duvauchelle actor chileno (f. 1983).
- 1932: Francisco Tomás y Valiente, magistrado español (f. 1996).
- 1933: Ana Ofelia Murguía, actriz mexicana (f. 2023).
- 1934: Jon Cortina, sacerdote jesuita e ingeniero español (f. 2005).
- 1935: Hans-Jürgen Syberberg, cineasta alemán.
- 1936: David Carradine, actor estadounidense (f. 2009).
- 1939: James Galway, flautista británico.
- 1939: Dariush Mehrjui, cineasta iraní
- 1941: Geoff Hurst, futbolista británico.
- 1943: Jim Morrison, cantante estadounidense, de la banda The Doors (f. 1971).
- 1943: Ramón Grosso, futbolista español (f. 2002).
- 1943: José Carbajal, músico uruguayo (f. 2010).
- 1944: George Baker, cantautor y productor neerlandés.
- 1945: John Banville, novelista irlandés.
- 1945: Ramón Ayala, cantautor mexicano.
- 1947: Thomas R. Cech, bioquímico estadounidense, premio nobel de química en 1989.
- 1949: Robert J. Sternberg, psicólogo estadounidense.
- 1950: Dan Hartman, músico estadounidense (f. 1994).
- 1951: Bill Bryson, escritor británico.
- 1952: Javier Cárdenas Martínez, futbolista mexicano (f. 2022).
- 1952: Howie Hawkins co-ofundador del Green Party y político estadounidense.
- 1953: Kim Basinger, actriz estadounidense.
- 1953: Manuel Gómez Pereira, cineasta español.
- 1953: Sento, historietista español.
- 1956: Pierre Pincemaille, músico francés (f. 2018).
- 1956: Warren Cuccurullo, guitarrista ítalo-estadounidense, de la banda Duran Duran.
- 1956: Fernando Cabrera, músico uruguayo
- 1957: Phil Collen, guitarrista británico, de la banda Def Leppard.
- 1959: Fernando Fher Olvera, cantante mexicano, de la banda Maná.
- 1959: Barbara Bucholz, música, ejecutante de teremín y compositora alemana (f. 2012).
- 1960: Inmaculada Cruz, política española (f. 2013)[8]
- 1961: Ann Coulter, periodista estadounidense.
- 1962: Marty Friedman, músico estadounidense, de las bandas Megadeth y Cacophony.
- 1962: Irek Faizullin, político e ingeniero civil ruso de etnia tártara.
- 1962: Berry van Aerle, futbolista neerlandés.
- 1964: Teri Hatcher, actriz estadounidense.
- 1964: Óscar Ramírez, jugador y entrenador de fútbol costarricense.
- 1965: David Harewood, actor británico.
- 1966: Sinéad O'Connor, cantautora irlandesa (f. 2023).
- 1966: Matthew Labyorteaux, actor estadounidense.
- 1966: Tyler Mane, actor y luchador profesional canadiense.
- 1966: Carmen Crespo, política española.
- 1966: Bushwick Bill, rapero jamaicano-estadounidense (f. 2019).
- 1966: Dover Kosashvili, director de cine georgiano.
- 1966: Matt Adler, actor estadounidense.
- 1966: Walter Meza, cantante argentino.
- 1966: Les Ferdinand, futbolista inglés.
- 1966: Hope Powell, futbolista inglesa.
- 1966: Zhou Xiuhua, remera china.
- 1966: Junichi Kikuta, ciclista japonés.
- 1966: Wiebren Veenstra, ciclista neerlandés.
- 1967: Maher al-Assad, militar sirio.
- 1967: Ralph Santolla, guitarrista estadounidense de heavy metal.
- 1967: Kotono Mitsuishi, seiyū y narradora japonesa.
- 1968: Michael Cole, comentarista estadounidense.
- 1970: Juan Manuel de Prada, escritor español.
- 1971: Enrique Ponce, torero español.
- 1972: Marco Abreu, futbolista angoleño.
- 1973: Chiqui Ledesma (María de los Ángeles Ledesma), cantante argentina.
- 1973: Paola Díaz, actriz, bailarina y presentadora colombiana.
- 1973: Corey Taylor, vocalista estadounidense, de las bandas Slipknot y Stone Sour.
- 1974: Maya Mishalska, actriz, violinista y conductora mexicana.

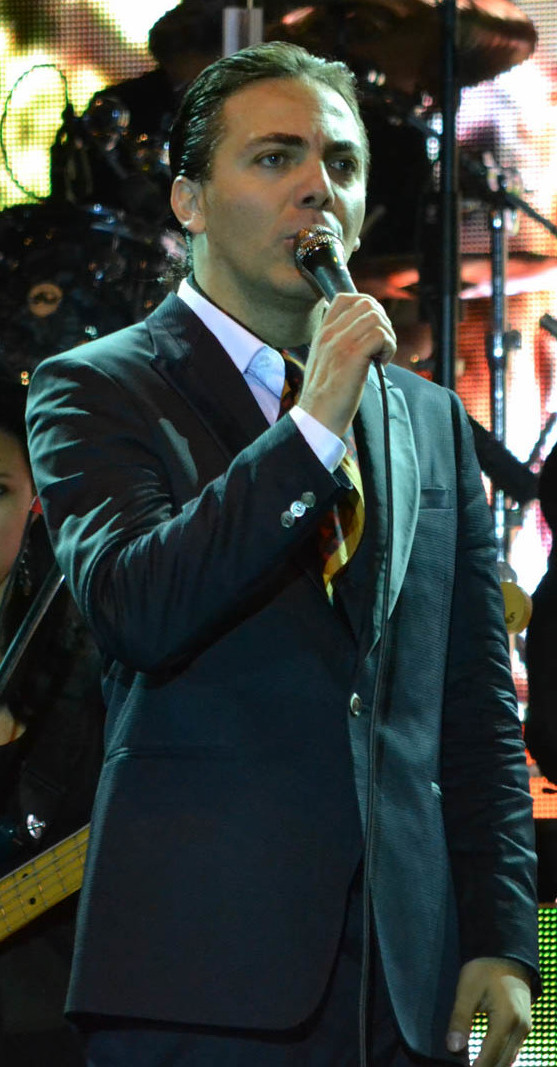
Cristian Castro

- Cristian Castro1974: Nick Zinner, guitarrista estadounidense, de la banda Yeah Yeah Yeahs.
- 1974: Cristian Castro, cantante mexicano.
- 1975: Andrea García, actriz, conductora y modelo mexicana.
- 1976: Horacio Bernardo, escritor uruguayo.
- 1976: Dominic Monaghan, actor británico.
- 1977: Elsa Benítez, modelo mexicana.
- 1977: Sébastien Chabal, jugador de rugby francés.
- 1977: Pablo Lescano, cantante y músico argentino, de la banda Damas Gratis.
- 1977: Ryan Newman, piloto estadounidense.
- 1978: Ian Somerhalder, actor estadounidense.
- 1978: Diego Cadavid, actor colombiano.
- 1978: Samat Smakov, futbolista kazajo.
- 1979: Christian Wilhelmsson, futbolista sueco.
- 1979: Carlos Fernandes, futbolista portugués.
- 1982: Halil Altıntop, futbolista turco.
- 1982: Hamit Altıntop, futbolista turco.
- 1982: Nicki Minaj, rapera y compositora trinitense.
- 1983: Andrea Guerrero, es una periodista y presentadora de deportes colombiana. Directora de Deportes RCN.
- 1983: Neel Jani, piloto automovilístico suizo.
- 1983: Valéry Mézague, futbolista camerunés (f. 2014).
- 1984: Sam Hunt, cantante, compositor y exjugador de fútbol americano universitario estadounidense.
- 1985: Josh Donaldson, beisbolista estadounidense.
- 1985: Dwight Howard, baloncestista estadounidense.
- 1986: Kate Voegele, cantautora, guitarrista y actriz estadounidense.
- 1988: Pee Wee, cantante mexicano de origen estadounidense.
- 1988: Aaron Jakubenko, actor australiano.
- 1989: Artem Gomelko, futbolista bielorruso.
- 1992: Jordan Nobbs, futbolista inglesa.
- 1992: Katie Stevens, actriz y cantante estadounidense.
- 1992: Moritz Leitner, futbolista alemán.
- 1993: AnnaSophia Robb, actriz estadounidense.
- 1994: Raheem Sterling, futbolista inglés.
- 1995: Brayon Blake, baloncestista estadounidense.
- 1997: Mirren Mack, actriz británica.
- 1998: Owen Teague, actor estadounidense.
- 1998: Tanner Buchanan, actor estadounidense.

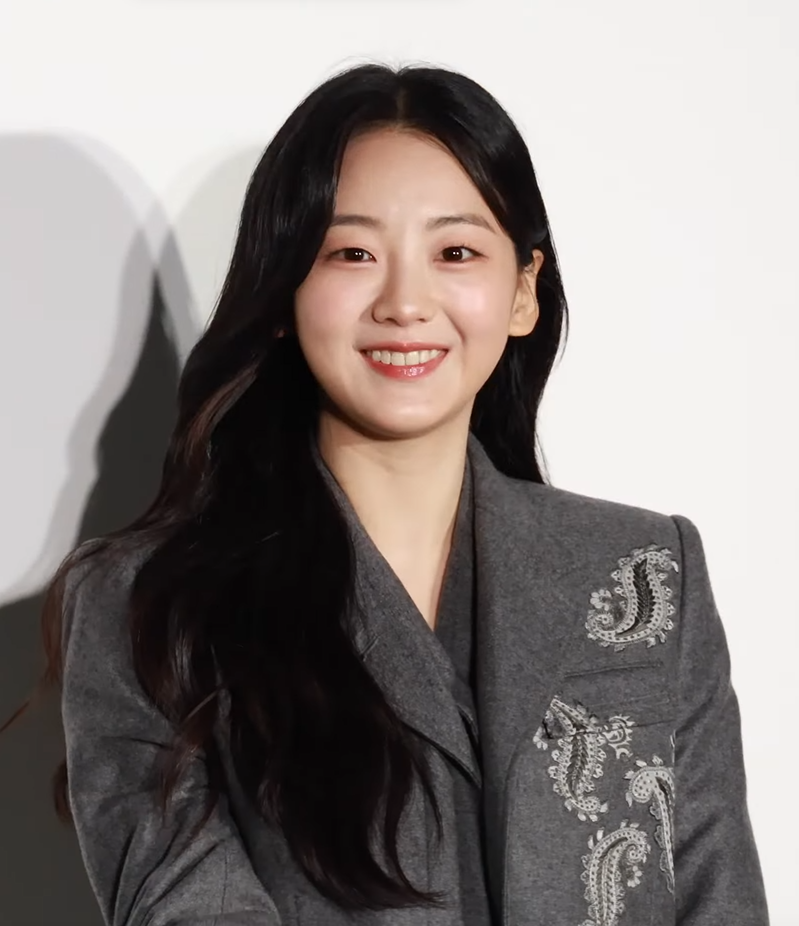
Cho Yi-hyun

- 1999: Cho Yi-hyun, actriz surcoreana.
- 2002: Daria Panenkova, patinadora de hielo rusa.
- 2002: Sunghoon, Ex patinador de hielo y cantante surcoreano, miembro del grupo Enhypen.
- 2002: Jefferson Valladares, futbolista salvadoreño.
- 2002: Julie De Wilde, ciclista belga.

## Fallecimientos
- 899: Arnulfo de Carintia, emperador carolingio (n. 850).
- 1495: Alfonso II, rey napolitano (n. 1448).
- 1496: José Lumbroso (Luis de Carvajal, el Mozo), poeta judío hispano-mexicano (n. ¿?).
- 1521: Cristina de Sajonia, reina danesa (n. 1461).
- 1632: Albert Girard, matemático francés (n. 1595).
- 1632: Philippe van Lansberge, matemático flamenco (n. 1561).
- 1695: Barthélemy d’Herbelot de Molainville, orientalista francés (n. 1625).
- 1792: Henry Laurens, político estadounidense (n. 1724).
- 1793: Madame du Barry, cortesana francesa (n. 1743).
- 1830: Benjamin Constant de Rebecque, político y escritor francés de origen suizo (n. 1767).
- 1831: James Hoban, arquitecto irlandés, diseñador de la Casa Blanca (n. 1758).
- 1859: Thomas de Quincey, escritor británico (n. 1785).
- 1861: José Borges, militar carlista español (n. 1813).
- 1864: George Boole, matemático y lógico británico (n. 1815).
- 1894: Pafnuti Chebyshov, matemático ruso (n. 1821).
- 1903: Herbert Spencer, filósofo y sociólogo británico (n. 1820).
- 1907: Óscar II, rey sueco (n. 1829).
- 1916: Germán Riesco, presidente de Chile 1901-1906 (n. 1854).
- 1920: Jesús Urueta, escritor, orador, político, periodista y diplomático mexicano (n. 1867).
- 1925: Marguerite Marsh, actriz estadounidense (n. 1888).
- 1929: José Vicente Concha, jurisconsulto y diplomático colombiano (n. 1867).
- 1937: Pável Florenski, religioso, filósofo y matemático ruso (n. 1882).
- 1939: Jean Grave, anarquista francés (n. 1854).
- 1945: Aleksandr Ziloti, pianista, director de orquesta y compositor ruso (n. 1863).
- 1955: Hermann Weyl, matemático alemán (n. 1885).
- 1958: Tris Speaker, beisbolista estadounidense (n. 1888).
- 1959: Margarita Holguín Caro, fue una pintora y política colombiana. (n. 1875).
- 1969: Higinio Anglés, sacerdote y musicólogo español (n. 1888).
- 1975: Raimundo Martín, obispo mexicano (n. 1882).
- 1977: Roberto Airaldi, actor argentino (n. 1902).
- 1977: Juan Gavala y Laborde, ingeniero español (n. 1885).
- 1977: Kingo Nonaka, médico japonés-mexicano (n. 1889).
- 1978: Golda Meir, primera ministra israelí (n. 1898).
- 1980: John Lennon, cantante y compositor británico, de la banda The Beatles (n. 1940).
- 1982: Sidónio Muralha, escritor portugués (n. 1920).
- 1983: Slim Pickens, actor estadounidense (n. 1919).
- 1984: Luther Adler, actor estadounidense (n. 1903).
- 1984: Mary Terán de Weiss, tenista argentina (n. 1918).
- 1987: Las víctimas de la Tragedia aérea del Club Alianza Lima:
  - José Gonzales, futbolista peruano (n. 1954).
  - Johnny Watson, futbolista peruano (n. 1962).
  - Braulio Tejada, futbolista peruano (n. 1969).
  - Aldo Chamochumbi, futbolista peruano (n. 1967).
  - Luis Escobar, futbolista peruano (n. 1969).
  - José Casanova Mendoza, futbolista peruano (n. 1964).
  - Alfredo Tomassini, futbolista peruano (n. 1964).
  - Marcos Calderón, futbolista y entrenador peruano (n. 1928).
- 1990: Borís Kojnó, libretista ruso (n. 1904).
- 1990: Martin Ritt, cineasta estadounidense (n. 1914).
- 1993: Ámbar La Fox, vedette argentina (n. 1935).
- 1993: Arturo Sergio Visca, escritor uruguayo (n. 1917).
- 1994: Antonio Carlos Jobim, compositor y pianista brasileño (n. 1927).
- 1994: Enrique Líster, militar y político español (n. 1907).
- 1997: Carlos Rafael Rodríguez, político y economista cubano (n. 1913).
- 2003: Rubén González, pianista cubano (n. 1919).
- 2003: Antonio Quilis, filólogo español (n. 1933).
- 2004: Dimebag Darrell, guitarrista estadounidense, de las bandas Pantera y Damageplan (n. 1966).
- 2004: José Libertella, músico tanguero y bandoneonista argentino (n. 1933).
- 2005: Julio Sánchez Vargas, político mexicano (n. 1914).
- 2006: José Díaz Macías, futbolista español (n. 1946).
- 2008: Flurin Caviezel, escritor suizo (n. 1934).
- 2008: Robert Prosky, actor estadounidense (n. 1930).
- 2015: Douglas Tompkins, ecologista estadounidense (n. 1943).
- 2016: John Glenn, astronauta y empresario estadounidense (n. 1921).
- 2019: Carroll Spinney, titiritero, dibujante, autor y orador estadounidense (n. 1933).
- 2019: Juice Wrld, rapero y compositor estadounidense (n. 1998).
- 2020: Alejandro Sabella, futbolista y entrenador argentino (n. 1954).
- 2021: Barry Harris, pianista, profesor, arreglista y compositor de jazz estadounidense (n. 1929).
- 2021: Lars Høgh, futbolista danés (n. 1959).
- 2021: Susana Higuchi, ingeniera civil y política peruana (n. 1950).
- 2021: Alfredo David Moreno (41), futbolista argentino naturalizado mexicano (n. 1980).
- 2022: Martha Hildebrandt, lingüista y política peruana (n. 1925).
- 2023: Ryan O'Neal, actor estadounidense (n. 1941).

## Celebraciones
Tradiciones

Árbol de Navidad con decoraciones.

- Con el armado del tradicional árbol de Navidad, cada año, el 8 de diciembre marca el inicio oficial de las celebraciones navideñas en muchos hogares.[9]

 Por países
(Por orden alfabético)
- Albania: 
  - Día Nacional de la Juventud Albanesa.[10]

- Argentina:
  - Día del Trabajador Autónomo. En esta fecha se conmemora a los trabajadores que realizan una actividad económica de forma habitual, personal y directa, sin estar sujetos a un contrato de trabajo.
  -  Chaco:
    - Día del Teatro Chaqueño.[11]El 8 de diciembre de 1995 fue la primera reunión de lo que luego sería la ATTACH (Asociación de Técnicos Teatrales y Actores del Chaco) por lo que la Cámara de Diputados de la Provincia del Chaco luego estableció esta fecha.

- Estados Unidos: 
  - Día Nacional del Brownie.
  - Día Nacional de la Manteca.
  - Día de Objetos Perdidos.
(en inglés: Lost & Found Day).

- México:
  - Chihuahua: Fundación de Ciudad Juárez.
(en 1659) (hace ya 365 años, 8 meses y 9 días).
  - Día del Administrador de Empresas.
  - Día Nacional de la Flor de Nochebuena. [12]

- Uruguay: 
  - Día de las playas. Marca oficialmente el inicio de la temporada de verano. Esta fecha se originó en 1919, como parte de la transformación de festividades religiosas en laicas tras la separación de la Iglesia y el Estado.

### Santoral católico

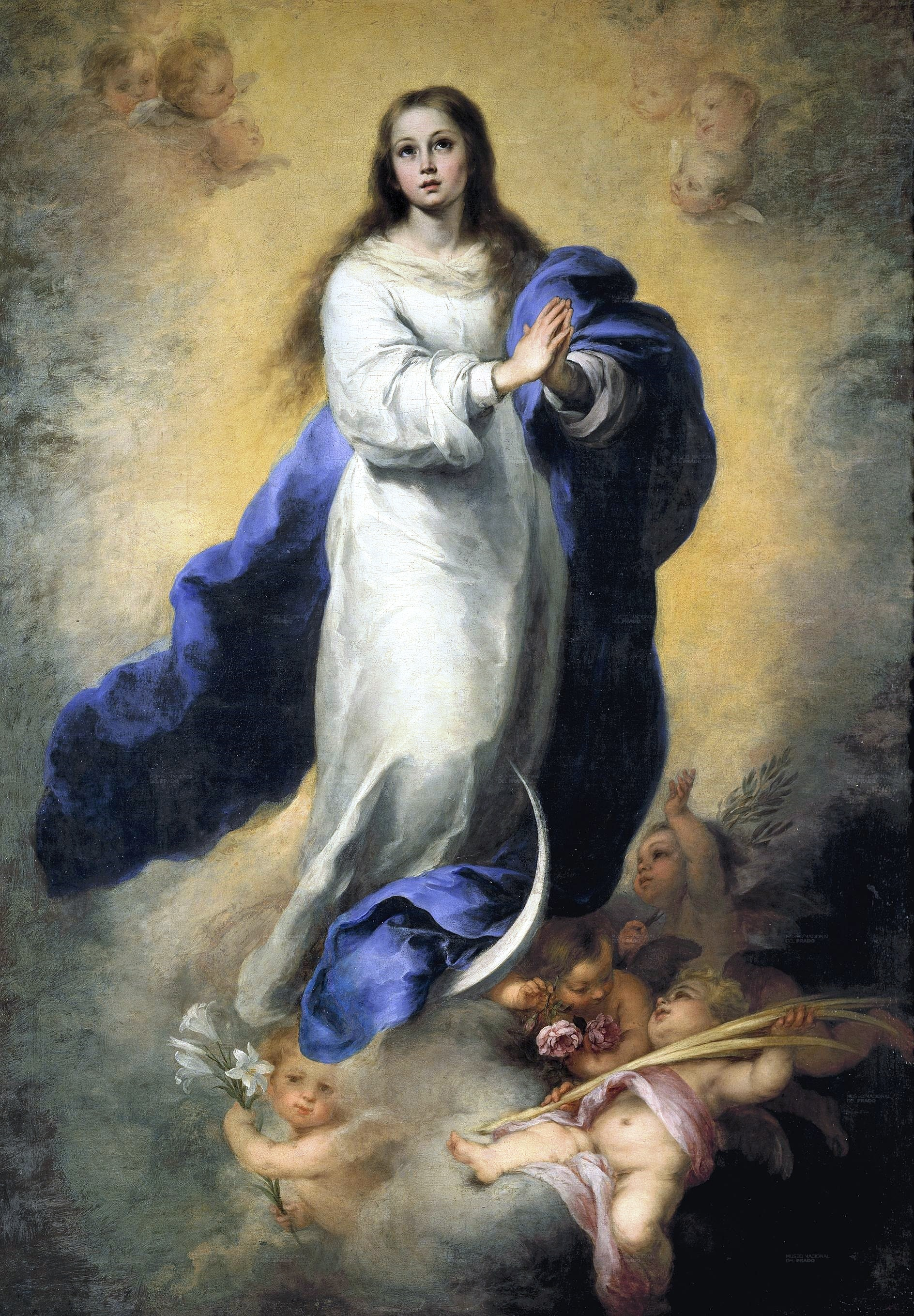
Inmaculada Concepción de María.
Obra: La Inmaculada del Escorial
de Bartolomé Esteban Murillo, (Museo del Prado, Madrid).

- Concepción Inmaculada de la Virgen María.[13](imagen ilustrativa)
Se celebra el Día de La Inmaculada Concepción de la Santísima Virgen María, declarado en 1854 por el Papa Pío IX.[14]
- San Macario de Alejandría (mártir) (250).[14]
- San Eutiquiano, papa (283).
- San Eucario de Tréveris, obispo (s. III).[14]
- San Patapio de la Tebaida, solitario (s. V/VI).[14]
- San Romarico de Remiremont, abad (653).[14]
- San Teobaldo de Marliaco, abad (1247).[14]
- San Nadal Chabanel, presbítero y mártir (1649).
- San Sonofrio.[14]
- Santa Narcisa de Jesús Martillo Morán, virgen (1869).[14]
- Beato José María Zabal Blasco, mártir (1936).[14]
- Beato Luis Liguda, presbítero y mártir (1942).
- Beato Constantino, abad.[14]

En la historia reciente, el Papa Juan Pablo II logró canonizar a 388 santos, mientras que el papa Francisco ha batido todos los récords porque ha canonizado a 942 santos, 815 de ellos al mismo tiempo.
 Por países
(Por orden alfabético)
- Andorra: 
  - Festividad de la Inmaculada Concepción.[15]

- Argentina: 
  - Día de la Virgen María.

- Bolivia: 
  - Festividad de la Virgen de Cotoca.
 Advocación mariana patrona del oriente boliviano.

- Chile: 
  - Día de la Inmaculada Concepción de la Virgen.
También se le conoce como La Inmaculada, La Purísima o simplemente Día de la Virgen.

- Colombia: 
  - Día de las Velitas.
Para celebrar la Inmaculada Concepción de María festividad nacional.

- Estados Unidos: 
  - Festividad de la Inmaculada Concepción
Patrona de Estados Unidos.

- España: 
  - Festividad de la Inmaculada Concepción
Patrona de España.
    - Onteniente (Comunidad Valenciana), fiesta mayor patronal de la Purísima
    - Torrevieja (Comunidad Valenciana), fiestas de la Patrona la Inmaculada Concepción
    - Yecla (Región de Murcia), fiestas de la Virgen del Castillo
    - Martos (Jaén). Fiesta tradicional de la Aceituna.
    - Santo del arma de Infantería del Ejército de Tierra.

- Filipinas: 
  - Fiesta Oficial.
Para celebrar la Inmaculada Concepción, patrona principal de las Islas Filipinas.

- Francia:
  - Lyon:
    - Festival de Luces. Para venerar a la Virgen María.
(en francés: Fête des lumières).

- Guatemala: 
  - Virgen de los Reyes, la Inmaculada Concepción.
5 de diciembre al 7 de diciembre (fogarones) y 8 de diciembre, Día Clásico.

- Guinea Ecuatorial: 
  - Día de la Inmaculada Concepción.

- Italia: 
  - Festividad de la Inmacolata Concezione.

- México:
  - Oaxaca:
    - Día de la Virgen de Juquila.

  - Veracruz:
    - Día de Nuestra Señora de Cosamaloapan, festejos en otros pueblos o ciudades en honor a la Inmaculada Concepción, como: Córdoba, Xalapa, Tlalixcoyan.

- Nicaragua: 
  - Día de la Inmaculada Concepción de la Virgen.

- Paraguay: 
  - Día de la Virgen de Caacupé.

- Panamá:
  - Día de la Madre. En honor a la Inmaculada Concepción. Esta tradición comenzó en 1924 y fue oficializada en 1930.
  - Fiesta patronal del corregimiento El Sesteadero en el distrito de Las Tablas (provincia de Los Santos).

- Perú: 
  - Día de la Inmaculada Concepción de la Virgen.

- Portugal: 
  - Día de la Inmaculada Concepción de la Virgen.
(en portugués: Imaculada Conceição).

### Santoral anglicano
- La Iglesia Anglicana celebra la fiesta de la Concepción de la Santísima Virgen María, que es considerada un festival menor, pero tiene liturgia propia y es celebrada con importancia, sobre todo en los países con feriado ese día, es también conocida como Concepción de Nuestra Señora, algunos Anglicanos cercanos al Catolicismo, le agregan el adjetivo de Inmaculada o Purísima.